# رونالد توماس
رونالد توماس (بالفرنسية: Ronald Thomas)‏ (27 مارس 1974 غانغان فرنسا - ) هو لاعب كرة قدم فرنسي، يلعب كحارس مرمى.

## روابط خارجية
- رونالد توماس على موقع قاعدة بيانات كرة القدم.إي يو (الإنجليزية)